# Ardu
Ardu är en småköping (estniska: alevik) i Estland. Den ligger i Kose kommun i landskapet Harjumaa, 50 km sydost om huvudstaden Tallinn. Antalet invånare är 544. Den ligger vid sjön Paunküla Veehoidla. Ardu var centralort i Kõue kommun 1992–2013.
Ardu ligger 76 meter över havet och terrängen runt orten är mycket platt. Runt Ardu är det mycket glesbefolkat, med 5 invånare per kvadratkilometer. Närmaste större samhälle är Kose-Uuemõisa, 18 km nordväst om Ardu. I omgivningarna runt Ardu växer i huvudsak blandskog.
Trakten ingår i den hemiboreala klimatzonen. Årsmedeltemperaturen i trakten är 1 °C. Den varmaste månaden är juli, då medeltemperaturen är 16 °C, och den kallaste är februari, med −11 °C.